# Infanterieschulen für Fahnenjunker
Die Infanterieschulen für Fahnenjunker waren Militärschulen für Fahnenjunker in der Infanterie der Wehrmacht. Im Zweiten Weltkrieg gingen sie 1942/43 aus den Schulen für Offizieranwärter der Infanterie hervor.

## Kommandantur der Fahnenjunkerschule
Die Kommandantur der Fahnenjunkerschulen der Infanterie lag seit dem 1. Februar 1944 in Bornstedt (Potsdam). Ihr waren alle Fahnenjunkerschulen unterstellt. 

### Kommandeure der Kommandantur
- Generalmajor Heinrich Bürcky: vom 15. März 1944 bis September 1944
- Generalmajor Erich Hassenstein: ab 1. November 1944

## Schulen

### Schule I für Offizieranwärter der Infanterie/Schule I für Fahnenjunker der Infanterie
Die Schule I für Offizieranwärter der Infanterie wurde am 1. Februar 1942 in Dresden durch den Wehrkreis IV aufgestellt und am 23. April 1943 in Schule I für Fahnenjunker der Infanterie umbenannt. Im November 1944 bestand die Schule aus einem Lehrgruppenstab, einer Stabskompanie, drei Schützen- und einer schweren Inspektion. Im Februar 1945 stellte die Schule 1290 Mann des Lehrgangs 18 A ab, um die Grenadier-Regimenter 1235, 1238 und 1240 zu bilden.

#### Kommandeure der Schule I
- Oberst/Generalmajor Wilhelm Thomas: vom 1. Februar 1941 bis 5. August 1942
- Oberst Heinrich Kreipe (1942/43)
- Oberst/Generalmajor Erich Hassenstein: vom 2. Februar 1943 bis 1. November 1944, anschließend Kommandeur der Fahnenjunkerschulen der Infanterie
- Major/Oberstleutnant Hans Becker (1944/45)

### Schule II für Offizieranwärter der Infanterie/Schule II für Fahnenjunker der Infanterie
In Wiener Neustadt am 23. April 1943 als Schule II für Fahnenjunker der Infanterie aus der Schule II für Offiziersanwärter der Infanterie, welche seit 1942 bestand, hervorgegangen. Im Februar 1945 wurden aus 890 Mann des Lehrgangs 18 B der Stamm für die Grenadier-Regimenter 1236 und 1238 gebildet. Die restlichen Lehrgangsteilnehmer wurde in die Gneisenau-Kampfgruppe 2/XVII überführt.

#### Kommandeure der Schule II
- Oberst Alexander Gloss
- Oberst Kuno Dewitz: vom 16. Juni 1944 bis 31. Dezember 1944
- Major Helmut Krause (1945)

### Schule III für Offizieranwärter der Infanterie/Schule III für Fahnenjunker der Infanterie
In Potsdam wurde am 10. Juni 1942 aus der Lehrgruppe III der Lehr-Abteilung II der Infanterieschule Döberitz die Schule III für Offizieranwärter der Infanterie gebildet. Am 23. April 1943 wurde hieraus die Schule III für Fahnenjunker der Infanterie. Im Februar 1945 wurden aus 600 Mann des Lehrgangs 18 B der Stamm für die Grenadier-Regimenter 1233 und 1234 gebildet. An der Schule III erfolgte auch die Ausbildung von Offizieranwärtern der Propagandakompanie.

#### Kommandeure der Schule III
- Oberst Hans Radisch: vom 15. Juni 1942 bis 1. Oktober 1942
- Oberst Friedrich-August Schack: vom 1. Oktober 1942 bis 29. März 1943
- Oberst Kühn

### Schule IV für Offizieranwärter der Infanterie/Schule IV für Fahnenjunker der Infanterie
Die Schule IV für Offizieranwärter der Infanterie wurde am 15. Juni 1942 in Thorn mit drei Schützen- und einer schweren Inspektion errichtet. Ab 23. April 1943 hieß sie Schule IV für Fahnenjunker der Infanterie und bestand im August 1943 aus drei Lehrgruppen mit je vier Inspektionen. Am 14. Januar 1945 bildete die Schule die Gneisenau-Einheit 4/XX mit Regimentsstab, drei Bataillonsstäben und zehn Kompanien mit 1941 Mann zur Sicherung der Festung Thorn.

#### Kommandeur der Schule IV (Auswahl)
- Oberst Werner Dürking: von 1942 bis 1944

### Schule für Fahnenjunker der Infanterie V
Am 10. Juni 1942 aus Teilen der Infanterieschule in Dallgow-Döberitz hervorgegangen; am 27. September 1942 nach Posen verlegt.

#### Kommandeure der Schule V
- Oberst Wilhelm Falley: von Juli 1942 bis Oktober 1943
- Oberst/Generalmajor Ernst Gonell: von 1943 bis Februar 1945

### Schule für Fahnenjunker der Infanterie VI
In Beverloo am 10. Oktober 1942 aus einem Offizieranwärterlehrgang des Armeeoberkommandos hervorgegangen; am 23. April 1943 zur Verteidigung von Metz in das CdZ-Gebiet Lothringen verlegt. Neuaufstellung in Meseritz, vor dem Einmarsch der Roten Armee in den Landkreis Meseritz nach Schwerin verlegt.

#### Kommandeure der Schule VI
- Oberst Erich Büscher (1942/43)
- Oberst Karl Sievers (1943)
- Oberst Heinz Kokott (1943/44)
- Generalmajor Joachim von Siegroth (1944)

### Schule für Fahnenjunker der Infanterie VII
Aufgestellt am 1. Oktober 1942 in Milowitz, Böhmen; von den zuletzt drei Lehrgruppen lag die 2. in Jülich.

#### Kommandeur der Schule VII
- Oberst Heinrich Bürcky: vom 1. Oktober 1942 bis 15. März 1944, anschließend Kommandeur der Fahnenjunkerschulen der Infanterie

### Schule für Fahnenjunker der Infanterie VIII
Mit drei Lehrgruppen aufgestellt im August/Oktober 1942 in Hannover; 1944 nach Wetzlar verlegt.

#### Kommandeure der Schule VIII
- Oberst Josef Brüning (1942–1944)
- Oberst Helmut Hipp (1944)

### Schule für Fahnenjunker der Infanterie IX
Mit zwei Lehrgruppen aufgestellt am 7. Januar 1943 in Hagenau, Elsass; am 13. September 1944 Verlegung nach Randers, Dänemark.

#### Kommandeur der Schule IX
- Oberst/Generalmajor Adolf Raegener: vom 15. Januar 1944 bis Januar 1945

### Schule für Fahnenjunker der Infanterie X
Am 15. November 1944 in Hannover hervorgegangen aus einem Fahnenjunkerlehrgang an den Heeresunteroffizierschulen, ehemals Heeresunteroffizierschule Hohensalza und Heeresunteroffizierschule Mewe, welche beide 1944 nach Hannover verlegt wurden. 1945 nach Neuenburg/Elbe bei Prag verlegt.